# 賛美
| ウィキペディアには「賛美」という見出しの百科事典記事はありません（タイトルに「賛美」を含むページの一覧/「賛美」で始まるページの一覧）。 代わりにウィクショナリーのページ「賛美」が役に立つかもしれません。 |